# Carl F. W. Borgward
Carl Friedrich Wilhelm Borgward (Hamburgo-Altona, 10 de noviembre de 1890-Bremen, 28 de julio de 1963) fue un ingeniero alemán, empresario,  y diseñador, además de creador del grupo industrial Borgward con base en Bremen.

## Biografía
Carl Borgward, hijo de Wihelm Borgward, un vendedor de carbón, tuvo 12 hermanos y hermanas. Estudió ingeniería mecánica, y obtuvo su diploma en 1913. Fue herido durante la Primera Guerra Mundial. En 1919 se convirtió en uno de los asociados de la empresa Bremer Reifenindustrie. La compañía fue reestructurada y en 1920 pasó a llamarse Bremer Kühlerfabrik Borgward & Co.
Entre 1924 y 1925 la compañía comenzó a producir los pequeños camiones de tres ruedas Blitzkarren y Goliath. Junto con Wilhelm Tecklenburg, crea la compañía Goliath-Werke Borgward & Co en 1928. Cuando ambos asociados adquieren la compañía Hansa-Lloyd-Werke en 1931, todo pasa a conocerse como Grupo Borgward.
El 23 de septiembre de 1938, la fábrica Carl F. W. Borgward Automobil- und Motorenwerke es inaugurada en Sebaldsbrück, cerca de Bremen. Después de la Kristallnacht (Noche de los cristales rotos), Borgward se unió al Partido Nazi. En aquella época, 22.000 personas trabajaban dentro de la compañía. Hasta el final de la guerra, la producción de Borgward fue principalmente de vehículos militares y camiones.
Cuando la fábrica fue destruida por los bombardeos en 1944, la mitad de los trabajadores fueron hechos prisioneros de guerra y obligados a realizar trabajos forzados. Carl Borgward estuvo internado hasta 1948. Finalmente, justo un año después de haber sido liberado, ya era de nuevo miembro de la Cámara de Comercio e Industria de Bremen.
En 1949, el primer Lloyd LP 300 había sido diseñado y fabricado. En Alemania este automóvil fue apodado el Leukoplastbomber. El pequeño automóvil estaba hecho de madera chapeada sobre un chasis de madera y tenía un motor de 2 tiempos.
En 1949 Borgward también presentó el sedán Hansa, en el cual se tomaron ideas de revistas estadounidenses, las cuales leía con detenimiento.
Su mayor éxito vino en 1954 con el Borgward Isabella. Pero el incremento en la competencia en el segmento de autos medianos, y la ancha y costosa gama de modelos, así como elecciones financieras erróneas tomadas por la administración llevó a la compañía a un estado de crisis al final de la década de 1950. El nuevo modelo, el Borgward Arabella debió resolver las dificultades, pero sufría de problemas de calidad.
En 1961, Borgward sufrió una de las mayores bancarrotas de la historia de Alemania. Después de ser liquidada, parte de su fábrica de Bremen pasó a ser propiedad de Hanomag, vía Eduardo Barreiros. Carl Borgward murió de un infarto a la edad de 72 años, el 28 de julio de 1963.